# Fenaroli Avogadro
I Fenaroli Avogadro sono un ramo nobiliare bresciano della Famiglia Fenaroli.

## Origini della famiglia Fenaroli

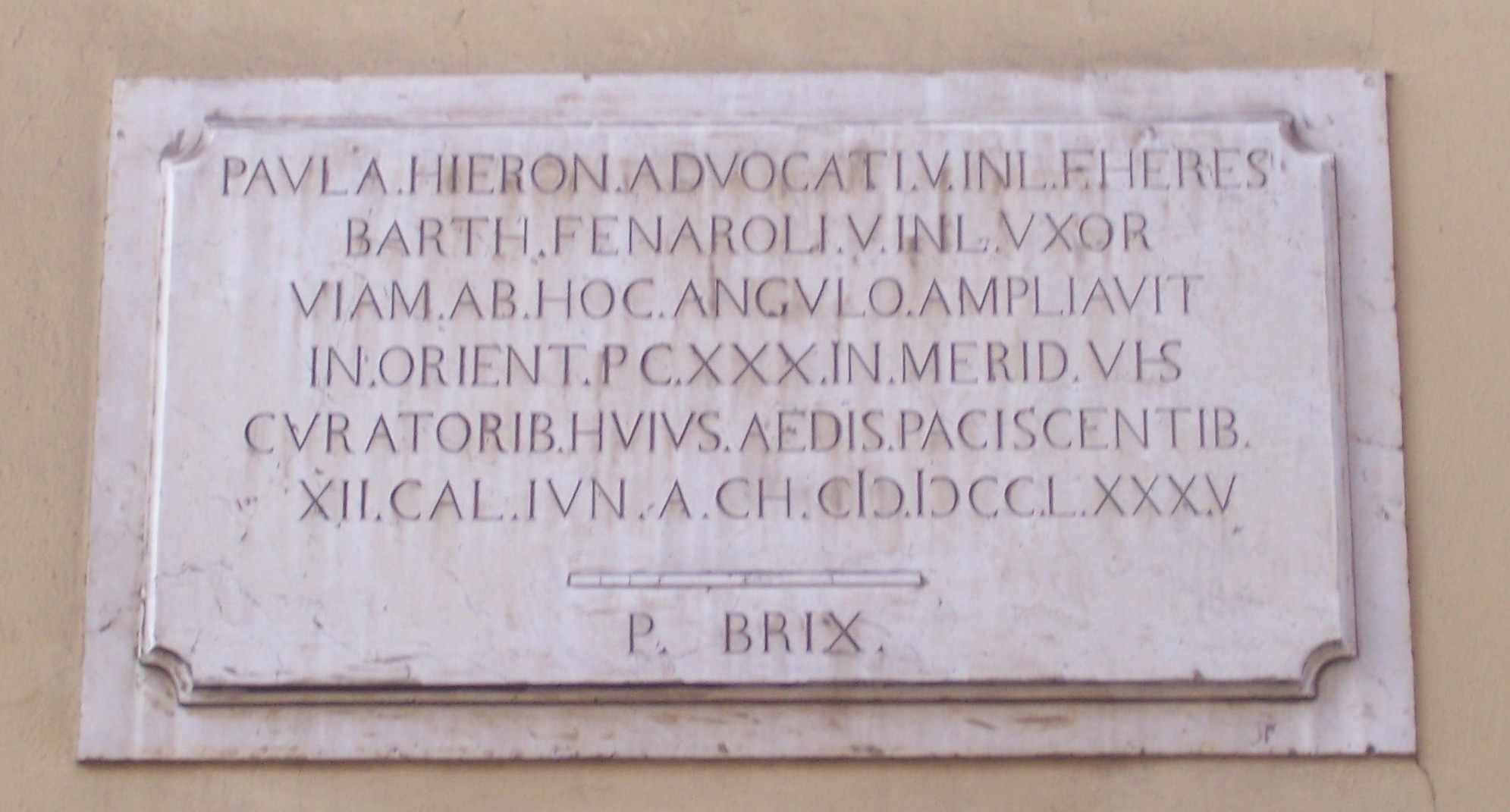
Targa commemorativa di Bartolomeo Fenaroli e Paola Avogadro per la concessione di un palazzo per l'ampliamento della Chiesa di Sant'Alessandro (Brescia).

Già noti dal XIII secolo i Fenaroli sono antichissimi nobili rurali originari di Tavernola Bergamasca, ascritti al patriziato originario bresciano col privilegio di sedere nel Consiglio della città. Derivano il loro nome dalla fornitura di fieno agli eserciti. Capostipite della famiglia fu Villelmo Fenaroli di Tavernole.
Il ramo Fenaroli Avogadro nasce nel 1747 dal matrimonio del conte Bartolomeo Fenaroli di Passirano e la contessa Paola Avogadro, unica figlia ed erede del conte Girolamo Avogadro e della contessa Clara Melzi. I figli aggiungeranno il cognome Avogadro al loro.
Dal matrimonio erediteranno anche il feudo Avogadro di Lumezzane, che verrà abolito successivamente nell'800 con l'invasione francese. Dalla seconda metà dell'Ottocento sono proprietari di una delle più ricche gallerie di quadri che Brescia abbia conosciuto.

## Personalità illustri
- Giacomo Fenaroli (XIV secolo) "il Console", militò con Azzone Visconti che lo gratificò nel 1347 della cittadinanza di Milano
- Federico Fenaroli (XV secolo), capitano dei Visconti
- Tonino Fenaroli (XV secolo), figlio di Federico e capostipite del ramo di Modena della famiglia
- Viviano Giovanni, viveva nel 1420, condottiero dei Visconti
- Ventura Fenaroli (?-1512), condottiero
- Carlo Celso Fenaroli (XVII secolo), al servizio della Serenissima, fu governatore di Candia[5]
- Bartolomeo Fenaroli (XVII secolo), sposò Paola Avogadro, unica figlia ed erede del conte Girolamo, che aumentò il patrimonio di casa Feneroli, con la villa di Rezzato ed il feudo di Cacciabella nell'Asolano; i figli aggiunsero al loro cognome quello degli Avogadro
- Giuseppe Fenaroli Avogadro (1760-1825), politico e amico di Napoleone Bonaparte,
- Girolamo Fenaroli Avogadro (1754-1802), politico
- Bartolomeo Fenaroli Avogadro (1796-1869), politico, figlio del precedente
- Ippolito Fenaroli Avogadro (1798-1862) senatore del regno di Sardegna
- Girolamo Federico Fenaroli Avogadro (1827-1880) senatore dell'Italia liberale.

## Altri membri della famiglia

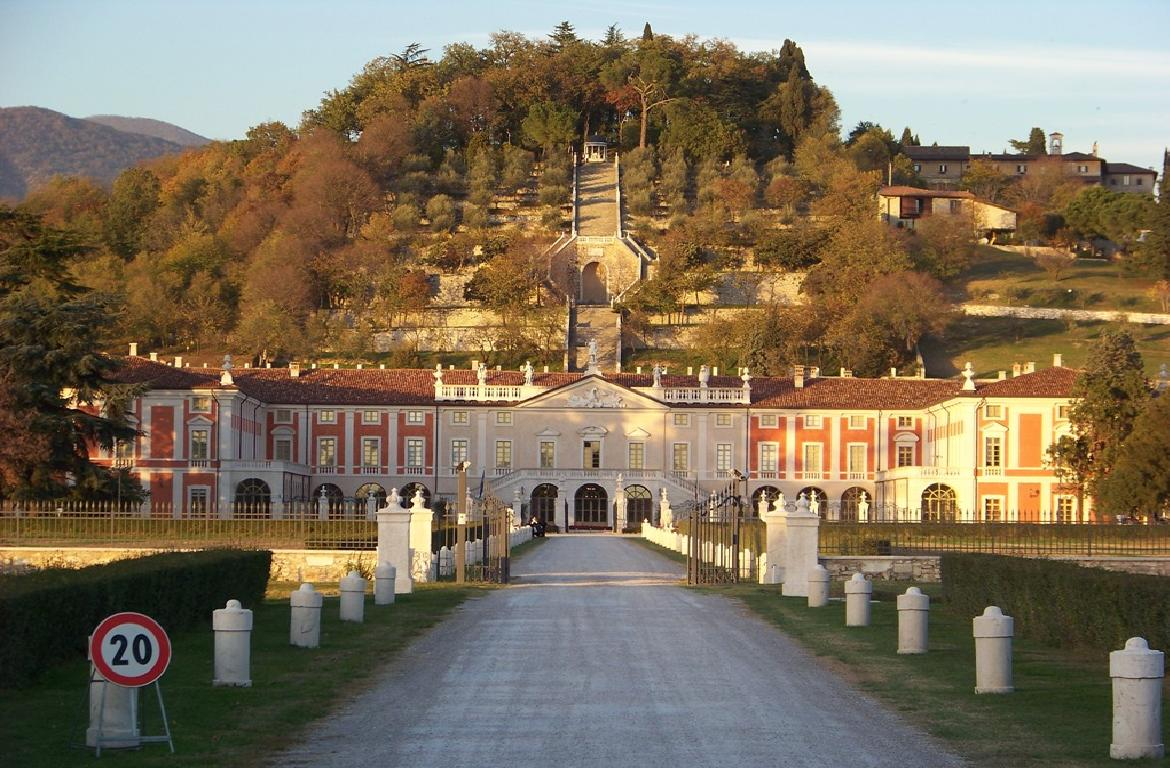
Villa Fenaroli a Rezzato, antica dimora della famiglia in cui ospitarono Napoleone Bonaparte e Giuseppe Garibaldi.

Figlio di Bartolomeo (1796-1869), Girolamo (1827-1880) fu senatore dell'Italia liberale e colonnello della Guardia nazionale di Brescia (1862-1864). Girolamo dalla sua relazione con Teodolinda Franchi ebbe un figlio naturale, riconosciuto e legittimato, Alfredo (1863-1893).
In seguito sposò Paola Armani (vedova Lagorio) da cui ebbe un altro figlio, Guglielmo, morto all'età di nove anni. Gerolamo pur avendo ereditato nel 1870 un vastissimo patrimonio riuscì nel giro di pochi anni, con la sua pessima amministrazione, a eroderla, portando gli eredi nel 1882 a mettere all'asta le collezioni d'arte del palazzo di via Marsala e delle ville di campagna.
Alcuni importanti quadri di Moretto, Giovan Battista Moroni e di Giovanni Gerolamo Savoldo furono acquistati dalla National Gallery (Londra); 15 tele di pitocchi di Giacomo Ceruti furono acquistate dal conte Salvadego dall'antiquario Angelo Coen e andarono a costituire il famoso ciclo di Padernello, altre opere finirono nei musei di Budapest e degli Stati Uniti.
Il figlio di Gerolamo, Alfredo, sposò la contessa Lucrezia Faglia, nobile Clarense molto legata alla città di Rudiano, da cui ebbe Guido (1890-1966), da cui continua la discendenza. La nobiltà a Guido venne riconosciuta da Vittorio Emanuele III di Savoia con R.D. 28 apr. 1910 e RR.LL.PP.9 ag. 1910.
Dopo la morte di Alfredo, la contessa Faglia, sposerà in seconde nozze il conte Lodovico Mazzotti.

## Albero genealogico
|                            |                            |                  |                  |                                        |                                        |                                   |                                                       |                                                       |                                           |                                    |                                                                                           |                                                                                           |                                  |                                                     |                                                                  |                                                                  |                                       |                                                                     |                                                                     |                        |                                   |                                   |
|                            |                            |                  |                  |                                        |                                        |                                   |                                                       |                                                       |                                           | -                                  |                                                                                           |                                                                                           |                                  |                                                     |                                                                  |                                                                  |                                       |                                                                     |                                                                     |                        |                                   |                                   |
|                            |                            |                  |                  |                                        |                                        |                                   |                                                       |                                                       |                                           |                                    |                                                                                           |                                                                                           |                                  |                                                     |                                                                  |                                                                  |                                       |                                                                     |                                                                     |                        |                                   |                                   |
|                            |                            |                  |                  |                                        |                                        |                                   |                                                       |                                                       |                                           |                                    |                                                                                           |                                                                                           |                                  |                                                     |                                                                  |                                                                  |                                       |                                                                     |                                                                     |                        |                                   |                                   |
|                            |                            |                  |                  |                                        |                                        |                                   |                                                       |                                                       |                                           | Villelmo fl. 1047                  |                                                                                           |                                                                                           |                                  |                                                     |                                                                  |                                                                  |                                       |                                                                     |                                                                     |                        |                                   |                                   |
|                            |                            |                  |                  |                                        |                                        |                                   |                                                       |                                                       |                                           |                                    |                                                                                           |                                                                                           |                                  |                                                     |                                                                  |                                                                  |                                       |                                                                     |                                                                     |                        |                                   |                                   |
|                            |                            |                  |                  |                                        |                                        |                                   |                                                       |                                                       |                                           |                                    |                                                                                           |                                                                                           |                                  |                                                     |                                                                  |                                                                  |                                       |                                                                     |                                                                     |                        |                                   |                                   |
|                            |                            |                  |                  |                                        |                                        |                                   |                                                       |                                                       |                                           | Pietro fl. 1048                    |                                                                                           |                                                                                           |                                  |                                                     |                                                                  |                                                                  |                                       |                                                                     |                                                                     |                        |                                   |                                   |
|                            |                            |                  |                  |                                        |                                        |                                   |                                                       |                                                       |                                           |                                    |                                                                                           |                                                                                           |                                  |                                                     |                                                                  |                                                                  |                                       |                                                                     |                                                                     |                        |                                   |                                   |
|                            |                            |                  |                  |                                        |                                        |                                   |                                                       |                                                       |                                           |                                    |                                                                                           |                                                                                           |                                  |                                                     |                                                                  |                                                                  |                                       |                                                                     |                                                                     |                        |                                   |                                   |
|                            |                            |                  |                  |                                        |                                        |                                   |                                                       |                                                       |                                           | ...                                |                                                                                           |                                                                                           |                                  |                                                     |                                                                  |                                                                  |                                       |                                                                     |                                                                     |                        |                                   |                                   |
|                            |                            |                  |                  |                                        |                                        |                                   |                                                       |                                                       |                                           |                                    |                                                                                           |                                                                                           |                                  |                                                     |                                                                  |                                                                  |                                       |                                                                     |                                                                     |                        |                                   |                                   |
|                            |                            |                  |                  |                                        |                                        |                                   |                                                       |                                                       |                                           |                                    |                                                                                           |                                                                                           |                                  |                                                     |                                                                  |                                                                  |                                       |                                                                     |                                                                     |                        |                                   |                                   |
|                            |                            |                  |                  |                                        |                                        |                                   |                                                       |                                                       |                                           | Villelmo fl. 1128                  |                                                                                           |                                                                                           |                                  |                                                     |                                                                  |                                                                  |                                       |                                                                     |                                                                     |                        |                                   |                                   |
|                            |                            |                  |                  |                                        |                                        |                                   |                                                       |                                                       |                                           |                                    |                                                                                           |                                                                                           |                                  |                                                     |                                                                  |                                                                  |                                       |                                                                     |                                                                     |                        |                                   |                                   |
|                            |                            |                  |                  |                                        |                                        |                                   |                                                       |                                                       |                                           |                                    |                                                                                           |                                                                                           |                                  |                                                     |                                                                  |                                                                  |                                       |                                                                     |                                                                     |                        |                                   |                                   |
|                            |                            |                  |                  |                                        |                                        |                                   |                                                       |                                                       |                                           | Sigismondo 1170                    |                                                                                           |                                                                                           |                                  |                                                     |                                                                  |                                                                  |                                       |                                                                     |                                                                     |                        |                                   |                                   |
|                            |                            |                  |                  |                                        |                                        |                                   |                                                       |                                                       |                                           |                                    |                                                                                           |                                                                                           |                                  |                                                     |                                                                  |                                                                  |                                       |                                                                     |                                                                     |                        |                                   |                                   |
|                            |                            |                  |                  |                                        |                                        |                                   |                                                       |                                                       |                                           |                                    |                                                                                           |                                                                                           |                                  |                                                     |                                                                  |                                                                  |                                       |                                                                     |                                                                     |                        |                                   |                                   |
|                            |                            |                  |                  |                                        |                                        |                                   |                                                       |                                                       |                                           | Gerolamo fl. 1200                  |                                                                                           |                                                                                           |                                  |                                                     |                                                                  |                                                                  |                                       |                                                                     |                                                                     |                        |                                   |                                   |
|                            |                            |                  |                  |                                        |                                        |                                   |                                                       |                                                       |                                           |                                    |                                                                                           |                                                                                           |                                  |                                                     |                                                                  |                                                                  |                                       |                                                                     |                                                                     |                        |                                   |                                   |
|                            |                            |                  |                  |                                        |                                        |                                   |                                                       |                                                       |                                           |                                    |                                                                                           |                                                                                           |                                  |                                                     |                                                                  |                                                                  |                                       |                                                                     |                                                                     |                        |                                   |                                   |
|                            |                            |                  |                  |                                        |                                        |                                   |                                                       |                                                       |                                           | Giacomo 1211                       |                                                                                           |                                                                                           |                                  |                                                     |                                                                  |                                                                  |                                       |                                                                     |                                                                     |                        |                                   |                                   |
|                            |                            |                  |                  |                                        |                                        |                                   |                                                       |                                                       |                                           |                                    |                                                                                           |                                                                                           |                                  |                                                     |                                                                  |                                                                  |                                       |                                                                     |                                                                     |                        |                                   |                                   |
|                            |                            |                  |                  |                                        |                                        |                                   |                                                       |                                                       |                                           |                                    |                                                                                           |                                                                                           |                                  |                                                     |                                                                  |                                                                  |                                       |                                                                     |                                                                     |                        |                                   |                                   |
|                            |                            |                  |                  |                                        |                                        | Giovanni                          | Giovanni                                              | Riccardo                                              | Riccardo                                  | Viviano                            | Viviano                                                                                   | Lanfranco                                                                                 | Lanfranco                        | Bartolomeo                                          | Bartolomeo                                                       |                                                                  |                                       |                                                                     |                                                                     |                        |                                   |                                   |
|                            |                            |                  |                  |                                        |                                        |                                   |                                                       |                                                       |                                           |                                    |                                                                                           |                                                                                           |                                  |                                                     |                                                                  |                                                                  |                                       |                                                                     |                                                                     |                        |                                   |                                   |
|                            |                            |                  |                  |                                        |                                        |                                   |                                                       |                                                       |                                           |                                    |                                                                                           |                                                                                           |                                  |                                                     |                                                                  |                                                                  |                                       |                                                                     |                                                                     |                        |                                   |                                   |
|                            |                            |                  |                  |                                        |                                        | Giacomo fl. 1333                  | Giacomo fl. 1333                                      |                                                       |                                           | ...                                | ...                                                                                       |                                                                                           |                                  |                                                     |                                                                  |                                                                  |                                       |                                                                     |                                                                     |                        |                                   |                                   |
|                            |                            |                  |                  |                                        |                                        |                                   |                                                       |                                                       |                                           |                                    |                                                                                           |                                                                                           |                                  |                                                     |                                                                  |                                                                  |                                       |                                                                     |                                                                     |                        |                                   |                                   |
|                            |                            |                  |                  |                                        |                                        |                                   |                                                       |                                                       |                                           |                                    |                                                                                           |                                                                                           |                                  |                                                     |                                                                  |                                                                  |                                       |                                                                     |                                                                     |                        |                                   |                                   |
|                            |                            |                  |                  |                                        |                                        | famiglia Consoli                  | famiglia Consoli                                      |                                                       |                                           | Fedreghino fl. 1385                | Fedreghino fl. 1385                                                                       |                                                                                           |                                  |                                                     |                                                                  |                                                                  |                                       |                                                                     |                                                                     |                        |                                   |                                   |
|                            |                            |                  |                  |                                        |                                        |                                   |                                                       |                                                       |                                           |                                    |                                                                                           |                                                                                           |                                  |                                                     |                                                                  |                                                                  |                                       |                                                                     |                                                                     |                        |                                   |                                   |
|                            |                            |                  |                  |                                        |                                        |                                   |                                                       |                                                       |                                           |                                    |                                                                                           |                                                                                           |                                  |                                                     |                                                                  |                                                                  |                                       |                                                                     |                                                                     |                        |                                   |                                   |
|                            |                            |                  |                  |                                        |                                        | Giovanni                          | Giovanni                                              | Federico                                              | Federico                                  |                                    |                                                                                           |                                                                                           |                                  | Comenzolo 1384                                      | Comenzolo 1384                                                   |                                                                  |                                       |                                                                     |                                                                     |                        |                                   |                                   |
|                            |                            |                  |                  |                                        |                                        |                                   |                                                       |                                                       |                                           |                                    |                                                                                           |                                                                                           |                                  |                                                     |                                                                  |                                                                  |                                       |                                                                     |                                                                     |                        |                                   |                                   |
|                            |                            |                  |                  |                                        |                                        |                                   |                                                       |                                                       |                                           |                                    |                                                                                           |                                                                                           |                                  |                                                     |                                                                  |                                                                  |                                       |                                                                     |                                                                     |                        |                                   |                                   |
|                            |                            |                  |                  |                                        |                                        |                                   |                                                       | Tonino fl. 1420-1454                                  | Tonino fl. 1420-1454                      |                                    |                                                                                           |                                                                                           |                                  | Antonio o Tonino                                    | Antonio o Tonino                                                 |                                                                  |                                       |                                                                     |                                                                     |                        |                                   |                                   |
|                            |                            |                  |                  |                                        |                                        |                                   |                                                       |                                                       |                                           |                                    |                                                                                           |                                                                                           |                                  |                                                     |                                                                  |                                                                  |                                       |                                                                     |                                                                     |                        |                                   |                                   |
|                            |                            |                  |                  |                                        |                                        |                                   |                                                       |                                                       |                                           |                                    |                                                                                           |                                                                                           |                                  |                                                     |                                                                  |                                                                  |                                       |                                                                     |                                                                     |                        |                                   |                                   |
|                            |                            |                  |                  |                                        |                                        |                                   | Pietro                                                | Pietro                                                | Bartolomeo il Minimo                      | Bartolomeo il Minimo               |                                                                                           |                                                                                           |                                  | ...                                                 | ...                                                              |                                                                  |                                       |                                                                     |                                                                     |                        |                                   |                                   |
|                            |                            |                  |                  |                                        |                                        |                                   |                                                       |                                                       |                                           |                                    |                                                                                           |                                                                                           |                                  |                                                     |                                                                  |                                                                  |                                       |                                                                     |                                                                     |                        |                                   |                                   |
|                            |                            |                  |                  |                                        |                                        |                                   |                                                       |                                                       |                                           |                                    |                                                                                           |                                                                                           |                                  |                                                     |                                                                  |                                                                  |                                       |                                                                     |                                                                     |                        |                                   |                                   |
|                            |                            |                  |                  |                                        |                                        | Fedrighino                        | Fedrighino                                            | Giacomo                                               | Giacomo                                   | Urbano                             | Urbano                                                                                    | Mariano                                                                                   | Mariano                          | Giuseppe fl. 1800 ministro e maggiordomo degli Este | Giuseppe fl. 1800 ministro e maggiordomo degli Este              |                                                                  |                                       |                                                                     |                                                                     |                        |                                   |                                   |
|                            |                            |                  |                  |                                        |                                        |                                   |                                                       |                                                       |                                           |                                    |                                                                                           |                                                                                           |                                  |                                                     |                                                                  |                                                                  |                                       |                                                                     |                                                                     |                        |                                   |                                   |
|                            |                            |                  |                  |                                        |                                        |                                   |                                                       |                                                       |                                           |                                    |                                                                                           |                                                                                           |                                  |                                                     |                                                                  |                                                                  |                                       |                                                                     |                                                                     |                        |                                   |                                   |
|                            |                            |                  |                  |                                        | Giacomo                                | Giacomo                           | Pierfrancesco                                         | Pierfrancesco                                         | Giambattista                              | Giambattista                       | Giuliano                                                                                  | Giuliano                                                                                  | Bernardo -1546                   | Bernardo -1546                                      | Bartolomeo                                                       | Bartolomeo                                                       |                                       |                                                                     |                                                                     |                        |                                   |                                   |
|                            |                            |                  |                  |                                        |                                        |                                   |                                                       |                                                       |                                           |                                    |                                                                                           |                                                                                           |                                  |                                                     |                                                                  |                                                                  |                                       |                                                                     |                                                                     |                        |                                   |                                   |
|                            |                            |                  |                  |                                        |                                        |                                   |                                                       |                                                       |                                           |                                    |                                                                                           |                                                                                           |                                  |                                                     |                                                                  |                                                                  |                                       |                                                                     |                                                                     |                        |                                   |                                   |
|                            |                            |                  |                  |                                        |                                        |                                   |                                                       |                                                       | · FENAROLI di Fantecolo                   | · FENAROLI di Fantecolo            |                                                                                           |                                                                                           |                                  |                                                     | Gerolamo fl. 1550 1 ⚭ Pellegrina Cavalli 2 ⚭ Veronica Piacentina | Gerolamo fl. 1550 1 ⚭ Pellegrina Cavalli 2 ⚭ Veronica Piacentina |                                       |                                                                     |                                                                     |                        |                                   |                                   |
|                            |                            |                  |                  |                                        |                                        |                                   |                                                       |                                                       |                                           |                                    |                                                                                           |                                                                                           |                                  |                                                     |                                                                  |                                                                  |                                       |                                                                     |                                                                     |                        |                                   |                                   |
|                            |                            |                  |                  |                                        |                                        |                                   |                                                       |                                                       |                                           |                                    |                                                                                           |                                                                                           |                                  |                                                     |                                                                  |                                                                  |                                       |                                                                     |                                                                     |                        |                                   |                                   |
|                            |                            |                  |                  |                                        |                                        |                                   |                                                       |                                                       |                                           |                                    | 1 Gio. Antonio Scipione 1507-1566 1 ⚭ Polissena Fenaroli (Erbusco) 2 ⚭ Teodora Porcellaga | 1 Gio. Antonio Scipione 1507-1566 1 ⚭ Polissena Fenaroli (Erbusco) 2 ⚭ Teodora Porcellaga |                                  |                                                     |                                                                  |                                                                  |                                       |                                                                     |                                                                     | 1 Gio. Maria 1519      | 1 Gio. Maria 1519                 |                                   |
|                            |                            |                  |                  |                                        |                                        |                                   |                                                       |                                                       |                                           |                                    |                                                                                           |                                                                                           |                                  |                                                     |                                                                  |                                                                  |                                       |                                                                     |                                                                     |                        |                                   |                                   |
|                            |                            |                  |                  |                                        |                                        |                                   |                                                       |                                                       |                                           |                                    |                                                                                           |                                                                                           |                                  |                                                     |                                                                  |                                                                  |                                       |                                                                     |                                                                     |                        |                                   |                                   |
|                            |                            |                  |                  |                                        |                                        |                                   | Camillo 1541                                          | Camillo 1541                                          | Gerolamo 1550 canonico lateranense        | Gerolamo 1550 canonico lateranense | Bartolomeo III ⚭ Camilla Martinengo                                                       | Bartolomeo III ⚭ Camilla Martinengo                                                       | Pellegrina monaca                | Pellegrina monaca                                   | Cecilia monaca                                                   | Cecilia monaca                                                   |                                       |                                                                     | Ercole                                                              | Ercole                 | Scipione                          | Scipione                          |
|                            |                            |                  |                  |                                        |                                        |                                   |                                                       |                                                       |                                           |                                    |                                                                                           |                                                                                           |                                  |                                                     |                                                                  |                                                                  |                                       |                                                                     |                                                                     |                        |                                   |                                   |
|                            |                            |                  |                  |                                        |                                        |                                   |                                                       |                                                       |                                           |                                    |                                                                                           |                                                                                           |                                  |                                                     |                                                                  |                                                                  |                                       |                                                                     |                                                                     |                        |                                   |                                   |
|                            |                            |                  |                  |                                        | Orazio ⚭ Briolamia Martinengo          | Orazio ⚭ Briolamia Martinengo     |                                                       | Cesare 1608-1682 ⚭ Gerolama Averoldi                  | Cesare 1608-1682 ⚭ Gerolama Averoldi      |                                    |                                                                                           | Antonio 1603                                                                              | Antonio 1603                     |                                                     |                                                                  |                                                                  | Carlo                                 | Carlo                                                               | · FENAROLI di Provezze                                              | · FENAROLI di Provezze | · FENAROLI di Corneto o Ferraroli | · FENAROLI di Corneto o Ferraroli |
|                            |                            |                  |                  |                                        |                                        |                                   |                                                       |                                                       |                                           |                                    |                                                                                           |                                                                                           |                                  |                                                     |                                                                  |                                                                  |                                       |                                                                     |                                                                     |                        |                                   |                                   |
|                            |                            |                  |                  |                                        |                                        |                                   |                                                       |                                                       |                                           |                                    |                                                                                           |                                                                                           |                                  |                                                     |                                                                  |                                                                  |                                       |                                                                     |                                                                     |                        |                                   |                                   |
|                            |                            |                  |                  |                                        | Giulia ⚭ conte Sansone Porcellaga      | Giulia ⚭ conte Sansone Porcellaga | Bartolomeo IV 1644-1704 ⚭ Fulvia Martinengo Cesaresco | Bartolomeo IV 1644-1704 ⚭ Fulvia Martinengo Cesaresco | Ippolito                                  | Ippolito                           |                                                                                           |                                                                                           |                                  |                                                     |                                                                  | Gerolamo                                                         | Gerolamo                              | Camillo                                                             | Camillo                                                             |                        |                                   |                                   |
|                            |                            |                  |                  |                                        |                                        |                                   |                                                       |                                                       |                                           |                                    |                                                                                           |                                                                                           |                                  |                                                     |                                                                  |                                                                  |                                       |                                                                     |                                                                     |                        |                                   |                                   |
|                            |                            |                  |                  |                                        |                                        |                                   |                                                       |                                                       |                                           |                                    |                                                                                           |                                                                                           |                                  |                                                     |                                                                  |                                                                  |                                       |                                                                     |                                                                     |                        |                                   |                                   |
|                            |                            |                  | Girolama monaca  | Girolama monaca                        | Luigi                                  | Luigi                             | Gaetano -1781                                         | Gaetano -1781                                         | Cesare 1690-1755                          | Cesare 1690-1755                   | Giovanni Antonio 1687 ⚭ Margherita Sanvitali di Parma                                     | Giovanni Antonio 1687 ⚭ Margherita Sanvitali di Parma                                     |                                  |                                                     |                                                                  | Orazio                                                           | Orazio                                |                                                                     |                                                                     |                        |                                   |                                   |
|                            |                            |                  |                  |                                        |                                        |                                   |                                                       |                                                       |                                           |                                    |                                                                                           |                                                                                           |                                  |                                                     |                                                                  |                                                                  |                                       |                                                                     |                                                                     |                        |                                   |                                   |
|                            |                            |                  |                  |                                        |                                        |                                   |                                                       |                                                       |                                           |                                    |                                                                                           |                                                                                           |                                  |                                                     |                                                                  |                                                                  |                                       |                                                                     |                                                                     |                        |                                   |                                   |
|                            |                            |                  |                  |                                        |                                        |                                   |                                                       | Bartolomeo FENAROLI 1724 ⚭ Paola AVOGADRO             | Bartolomeo FENAROLI 1724 ⚭ Paola AVOGADRO | Corona ⚭ Gaetano Bargnani          | Corona ⚭ Gaetano Bargnani                                                                 | Ippolito -1784                                                                            | Ippolito -1784                   | Marianna ⚭ conte Carlo Somaglia                     | Marianna ⚭ conte Carlo Somaglia                                  | Giulia ⚭ Paolo Averoldi                                          | Giulia ⚭ Paolo Averoldi               |                                                                     |                                                                     |                        |                                   |                                   |
|                            |                            |                  |                  |                                        |                                        |                                   |                                                       |                                                       |                                           |                                    |                                                                                           |                                                                                           |                                  |                                                     |                                                                  |                                                                  |                                       |                                                                     |                                                                     |                        |                                   |                                   |
|                            |                            |                  |                  |                                        |                                        |                                   |                                                       |                                                       |                                           |                                    |                                                                                           |                                                                                           |                                  |                                                     |                                                                  |                                                                  |                                       |                                                                     |                                                                     |                        |                                   |                                   |
| Giovanni Antonio 1749-1825 | Giovanni Antonio 1749-1825 | Cesare 1752-1792 | Cesare 1752-1792 | Luigi                                  | Luigi                                  | Federico                          | Federico                                              | Margherita ⚭ conte Giovanni Negrolini                 | Margherita ⚭ conte Giovanni Negrolini     | Fulvia ⚭ marchese Bergonzi         | Fulvia ⚭ marchese Bergonzi                                                                | Cecilia ⚭ conte Pietro Provaglio                                                          | Cecilia ⚭ conte Pietro Provaglio | Girolamo 1754-1802 ⚭ Barbara Agosti                 | Girolamo 1754-1802 ⚭ Barbara Agosti                              | Giuseppe 1760-1825                                               | Giuseppe 1760-1825                    |                                                                     |                                                                     |                        |                                   |                                   |
|                            |                            |                  |                  |                                        |                                        |                                   |                                                       |                                                       |                                           |                                    |                                                                                           |                                                                                           |                                  |                                                     |                                                                  |                                                                  |                                       |                                                                     |                                                                     |                        |                                   |                                   |
|                            |                            |                  |                  |                                        |                                        |                                   |                                                       |                                                       |                                           |                                    |                                                                                           |                                                                                           |                                  |                                                     |                                                                  |                                                                  |                                       |                                                                     |                                                                     |                        |                                   |                                   |
|                            |                            |                  |                  |                                        |                                        |                                   |                                                       |                                                       |                                           |                                    | Bartolomeo 1796-1869 ⚭ Beatrice Maffei Erizzo                                             | Bartolomeo 1796-1869 ⚭ Beatrice Maffei Erizzo                                             | Ippolito 1798-1862               | Ippolito 1798-1862                                  | Paolina                                                          | Paolina                                                          | Margherita                            | Margherita                                                          |                                                                     |                        |                                   |                                   |
|                            |                            |                  |                  |                                        |                                        |                                   |                                                       |                                                       |                                           |                                    |                                                                                           |                                                                                           |                                  |                                                     |                                                                  |                                                                  |                                       |                                                                     |                                                                     |                        |                                   |                                   |
|                            |                            |                  |                  |                                        |                                        |                                   |                                                       |                                                       |                                           |                                    |                                                                                           |                                                                                           |                                  |                                                     |                                                                  |                                                                  |                                       |                                                                     |                                                                     |                        |                                   |                                   |
|                            |                            |                  |                  | Livia Maria ⚭ Luigi Fassati di Balzola | Livia Maria ⚭ Luigi Fassati di Balzola |                                   |                                                       |                                                       |                                           |                                    | Barbara ⚭ Diogene Valotti                                                                 | Barbara ⚭ Diogene Valotti                                                                 |                                  | Paolina ⚭ Francesco Bettoni Cazzago                 | Paolina ⚭ Francesco Bettoni Cazzago                              |                                                                  |                                       | Girolamo Federico 1827-1880 1 ⚭ Teodolinda Franchi 2 ⚭ Paola Armani | Girolamo Federico 1827-1880 1 ⚭ Teodolinda Franchi 2 ⚭ Paola Armani |                        |                                   |                                   |
|                            |                            |                  |                  |                                        |                                        |                                   |                                                       |                                                       |                                           |                                    |                                                                                           |                                                                                           |                                  |                                                     |                                                                  |                                                                  |                                       |                                                                     |                                                                     |                        |                                   |                                   |
|                            |                            |                  |                  |                                        |                                        |                                   |                                                       |                                                       |                                           |                                    |                                                                                           |                                                                                           |                                  |                                                     |                                                                  |                                                                  |                                       |                                                                     |                                                                     |                        |                                   |                                   |
|                            |                            |                  | Ippolito         | Ippolito                               | Giuseppe                               | Giuseppe                          | Teresa ⚭ Lelio Fenaroli                               | Teresa ⚭ Lelio Fenaroli                               | Maria Beatrice                            | Maria Beatrice                     | Teodora                                                                                   | Teodora                                                                                   | Antonio                          | Antonio                                             | Maria Livia ⚭ Teodoro Lechi                                      | Maria Livia ⚭ Teodoro Lechi                                      | 1 Alfredo 1863-1893 ⚭ Lucrezia Faglia | 1 Alfredo 1863-1893 ⚭ Lucrezia Faglia                               | 2 Guglielmo 1870-1879                                               | 2 Guglielmo 1870-1879  |                                   |                                   |
|                            |                            |                  |                  |                                        |                                        |                                   |                                                       |                                                       |                                           |                                    |                                                                                           |                                                                                           |                                  |                                                     |                                                                  |                                                                  |                                       |                                                                     |                                                                     |                        |                                   |                                   |
|                            |                            |                  |                  |                                        |                                        |                                   |                                                       |                                                       |                                           |                                    |                                                                                           |                                                                                           |                                  |                                                     |                                                                  |                                                                  |                                       |                                                                     |                                                                     |                        |                                   |                                   |
|                            |                            |                  |                  |                                        |                                        |                                   |                                                       |                                                       |                                           |                                    |                                                                                           |                                                                                           |                                  |                                                     |                                                                  |                                                                  | Guido 1890-1966 ⚭ Giuseppina Bressi   |                                                                     |                                                                     |                        |                                   |                                   |
|                            |                            |                  |                  |                                        |                                        |                                   |                                                       |                                                       |                                           |                                    |                                                                                           |                                                                                           |                                  |                                                     |                                                                  |                                                                  |                                       |                                                                     |                                                                     |                        |                                   |                                   |
|                            |                            |                  |                  |                                        |                                        |                                   |                                                       |                                                       |                                           |                                    |                                                                                           |                                                                                           |                                  |                                                     |                                                                  |                                                                  |                                       |                                                                     |                                                                     |                        |                                   |                                   |
|                            |                            |                  |                  |                                        |                                        |                                   |                                                       |                                                       |                                           |                                    |                                                                                           |                                                                                           |                                  |                                                     |                                                                  | Alfredo 1920-1990                                                | Alfredo 1920-1990                     | Mario 1923-1987 ⚭ …                                                 | Mario 1923-1987 ⚭ …                                                 |                        |                                   |                                   |
|                            |                            |                  |                  |                                        |                                        |                                   |                                                       |                                                       |                                           |                                    |                                                                                           |                                                                                           |                                  |                                                     |                                                                  |                                                                  |                                       |                                                                     |                                                                     |                        |                                   |                                   |
|                            |                            |                  |                  |                                        |                                        |                                   |                                                       |                                                       |                                           |                                    |                                                                                           |                                                                                           |                                  |                                                     |                                                                  |                                                                  |                                       |                                                                     |                                                                     |                        |                                   |                                   |
|                            |                            |                  |                  |                                        |                                        |                                   |                                                       |                                                       |                                           |                                    |                                                                                           |                                                                                           |                                  |                                                     |                                                                  | ....                                                             | ....                                  | ....                                                                | ....                                                                | ....                   | ....                              |                                   |

## Luoghi ed edifici legati alla famiglia
Nel Comune di Lumezzane, feudo della famiglia Avogadro è ancora presente la Torre Avogadro al cui fianco era stato costruito un edificio chiamato "Fenaroli" in onore al matrimonio che aveva portato il feudo ai Fenaroli Avogadro. A Tavernola Bergamasca, antico feudo dei Fenaroli, è invece presente la Torre Fenaroli, conosciuta anche come torre dell'orologio, del XIV secolo e un tempo parte della fortificazione che proteggeva il nucleo della città.

## Galleria d'immagini

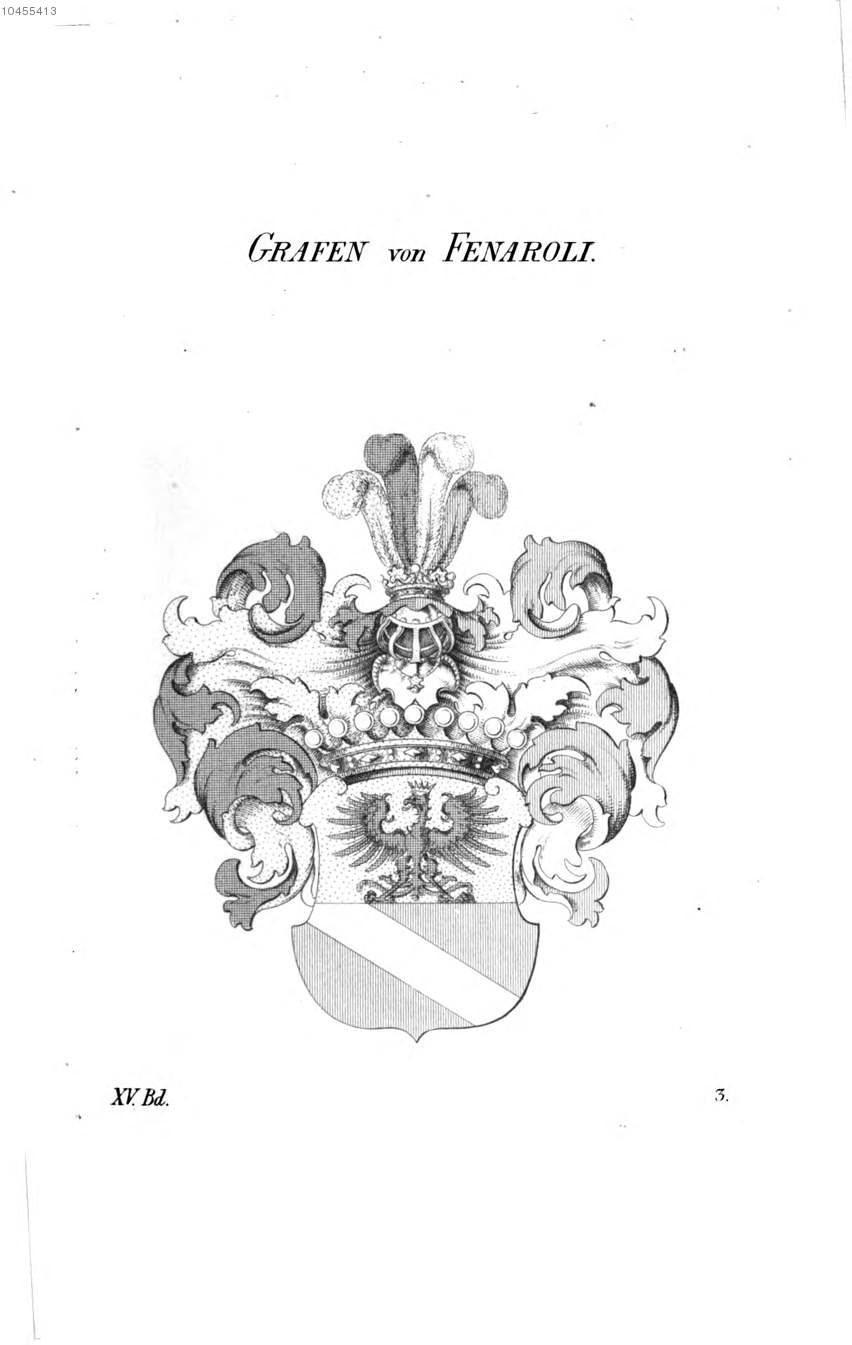
Stemma Fenaroli dal Wappenbuch des österreichischen Monarchie, 1831–1868.
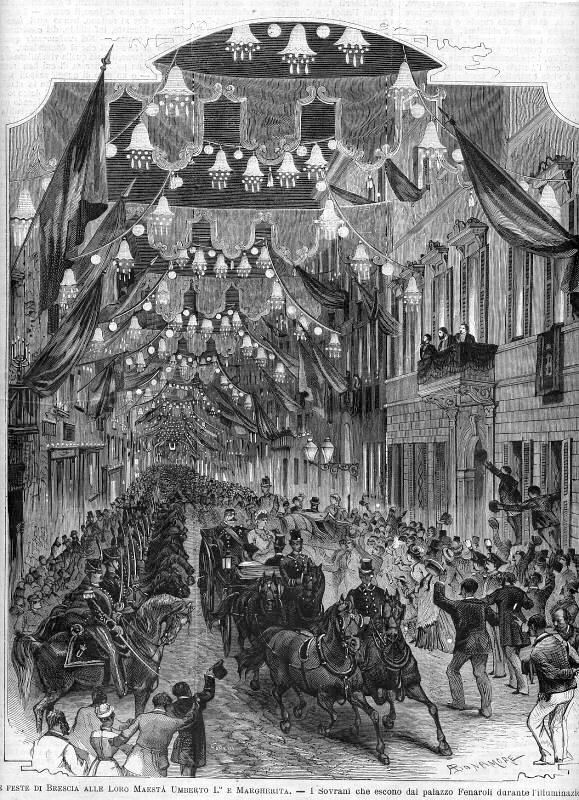
"Le feste di Brescia alle loro Maestà Umberto I a Margherita. I sovrani che escono dal palazzo Fenaroli durante l'illuminazione". Incisione tratta dalla copertina de L'illustrazione italiana del 22 settembre 1878.